# Fredric March
Fredric March (eredeti nevén: Ernest Frederick McIntyre Bickel) (Racine, Wisconsin, 1897. augusztus 31. – Los Angeles, Kalifornia, 1975. április 14.) kétszeres Oscar-díjas amerikai színész.

## Fiatalkor
March egy fémkereskedő apa és egy tanárnő anya fiaként. Diplomáját a Wisconsin–Madison Egyetemen szerezte. Bankárként indult pályafutása, de egy életmentő vakbélműtét után átértékelte életét, és 1920-ban New Yorkban kezdett el dolgozni a filmiparban. Ekkortól kezdte el használni édesanyja leánykori neve – Marcher – rövidített formáját. 1926-tól kezdve fellépett a Broadwayen, és szerződést írt alá a Paramount Pictures stúdióval.

## Karrier
1931-ben Oscar-díjra is jelölték legjobb férfi főszereplő kategóriában a The Royal Family of Broadwayben nyújtott alakításának köszönhetően. Az aranyszoborra csak egy évet kellett várnia, mert 1932-ben megkapta a Robert Louis Stevenson klasszikus rémregényéből adaptált Dr. Jekyll és Mr. Hydért.

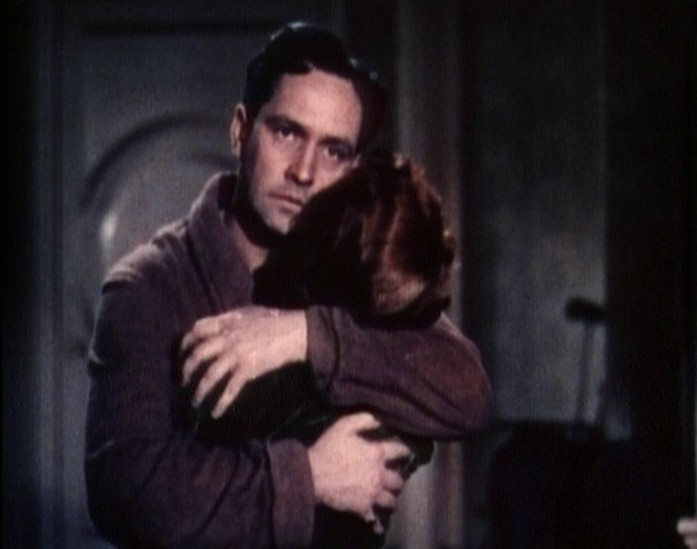
Janet Gaynorral a Csillag születikben

March egyike volt a kora leghíresebb színészeinek, akik nem kötöttek hosszútávú szerződéseket a filmstúdiókkal, hanem szabadúszóként válogattak a szerepeik között. 1937-ben tíz év kihagyás után visszatért a Broadwayre, és ezentúl színházi munkásságára legalább annyira fókuszált, mint a hollywoodira. Többek között Thornton Wilder, Eugene O’Neill és Henrik Ibsen darabokban lépett fel. A legrangosabb színházi kitüntetést, a Tony-díjat kétszer is elnyerte (1947, 1957).
1947-ben megkapta második Oscar-díját is a William Wyler rendezte Életünk legszebb évei című drámáért, melyben egy második világháborúból visszatérő veteránt alakított. Golden Globe-díját az Arthur Miller színműn alapuló Az ügynök halálának köszönhetően nyerte.
Késői szerepei közül kiemelkedik még a Aki szelet vet (1960, rendezte Stanley Kramer) és a Hét májusi nap (1964), utóbbiban Kirk Douglas, Burt Lancaster és Ava Gardner partnere volt John Frankenheimer rendezte politikai thrillerben.
1970-ben prosztatarákot diagnosztizáltak szervezetében, ami úgy tűnt véget vet pályafutásának, de 1973-ban, a Eljő a jegesben, egyben utolsó szerepében, még kiemelkedő alakítást nyújtott.

## Magánélet
March 1921-ben feleségül vette Ellis Bakert, de a pár 1927-ben elvált. Még ugyanabban az évben újranősült. Második felesége Florence Eldridge színésznő volt, aki mellett haláláig kitartott, és két gyermeket is örökbe fogadtak.
March a Demokrata Párt támogatója volt.
1975-ben hunyt el rákban, 77 éves korában.

## Fontosabb filmjei
- 1931: Dr. Jekyll és Mr. Hyde (Dr. Jekyll and Mr. Hyde) – Dr. Henry Jekyll / Mr. Edward Hyde
- 1932: A kereszt jele (The Sign of the Cross) – Marcus Superbus
- 1934: Barrették a Wimpole utcából (The Barretts of Wimpole Street) – Robert Browning
- 1935: Anna Karenina – Vronszkij gróf
- 1935: A gályarab (Les Misérables, Victor Hugo regényéből) – Jean Valjean
- 1936: Anthony Adverse – Anthony Adverse
- 1937: Semmi sem szent (Nothing Sacred) – Wally Cook
- 1937: Csillag születik (A Star Is Born) – Norman Maine
- 1941: Hajnalodik (So Ends Our Night) – Josef Steiner
- 1942: Boszorkányt vettem feleségül (I Married a Witch) – Wallace Wooley
- 1946: Életünk legszebb évei (The Best Years of Our Lives) – Al Stephenson
- 1951: Az ügynök halála (Death of a Salesman) – Willy Loman
- 1954: A Toko Ri hídjai (The Bridges at Toko Ri) – George Tarrant ellentengernagy
- 1954: Igazgatótanács (Executive Suite) – Loren Phineas Shaw
- 1955: A félelem órái (The Desperate Hours) – Dan C. Hilliard
- 1956: Nagy Sándor, a hódító (Alexander the Great) – Fülöp
- 1956: A szürke öltönyös férfi (The Man in the Grey Flannel Suit) – Ralph Hopkins
- 1959: Az éj sötétje (Middle of the Night) – Jerry Kingsley
- 1960: Aki szelet vet (Inherit the Wind) – Matthew Harrison Brady
- 1962: Altona foglyai (I sequestrati di Altona) – Albrecht von Gerlach
- 1964: Hét májusi nap (Love in the Afternoon) – Jordan Lyman
- 1967: A hallgatag ember (Hombre) – Dr. Alex Favor
- 1970: Tiktak (…tick… tick… tic…) – Jeff Parks polgármester
- 1973: Eljő a jeges (The Iceman Cometh) – Harry Hope

## Jelentősebb díjak és jelölések
- Oscar-díj
  - díj: legjobb férfi főszereplő - Dr. Jekyll és Mr. Hyde (1932)
  - díj: legjobb férfi főszereplő - Életünk legszebb évei (1947)
  - jelölés: legjobb férfi főszereplő - The Royal Family of Broadway (1931)
  - jelölés: legjobb férfi főszereplő - Csillag születik (1938)
  - jelölés: legjobb férfi főszereplő - Az ügynök halála (1952)
- Golden Globe-díj
  - díj: legjobb férfi főszereplő - Az ügynök halála (1952)
  - jelölés: legjobb férfi főszereplő - Az éj sötétje (1960)
  - jelölés: legjobb férfi főszereplő - Hét májusi nap (1965)
- BAFTA-díj
  - jelölés: legjobb külföldi színész - Az ügynök halála (1953)
  - jelölés: legjobb külföldi színész - Vezetői lakosztály (1955)
  - jelölés: legjobb külföldi színész - Aki szelet vet (1961)
- Berlini Nemzetközi Filmfesztivál
  - díj: legjobb színész - Aki szelet vet (1960)
- David di Donatello-díj
  - díj: legjobb külföldi színész - Hét májusi nap (1964)
- Velencei Filmfesztivál
  - díj: legjobb színész - Hét májusi nap (1952)

## Fordítás
Ez a szócikk részben vagy egészben  a   Fredric March című angol Wikipédia-szócikk fordításán alapul.  Az eredeti cikk szerkesztőit annak laptörténete sorolja fel. Ez a jelzés csupán a megfogalmazás eredetét és a szerzői jogokat jelzi, nem szolgál a cikkben szereplő információk forrásmegjelöléseként.